# Staufen (Argovie)
Pour les articles homonymes, voir Staufen.
Staufen est une commune suisse du canton d'Argovie, située dans le district de Lenzbourg.

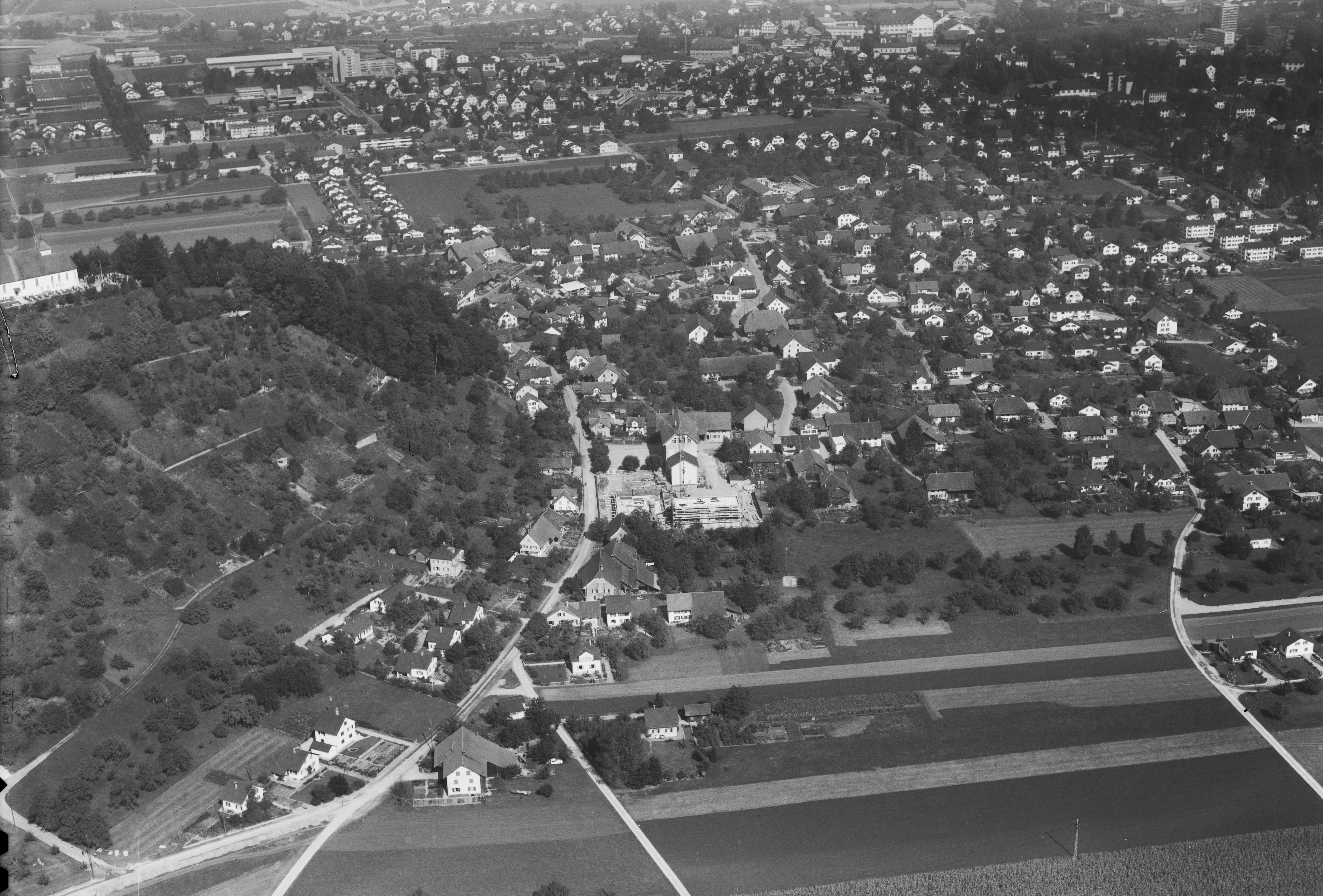
Vue aérienne (1964).